# آسا آکیرا
آسا آکیرا (به انگلیسی: Asa Akira) (زاده ۳ ژانویه ۱۹۸۶ در نیویورک) هنرپیشه و کارگردان آمریکایی-ژاپنی فیلم‌های پورن است.
آسا نام واقعی اوست و آکیرا از یک سری مانگای ژاپنی با همین نام می‌آید.

## اوایل زندگی
آکیرا در منهتن نیویورک متولد شد و تا سن ۹ سالگی در محله سوهو (نیویورک) زندگی می‌کرد و در مدرسهٔ بین‌المللی درس می‌خواند. به خاطر پدرش که عکاس بود به ژاپن رفت اما دوباره در ۱۳ سالگی به آمریکا و شهر نیویورک بازگشت. در مصاحبه‌ای که در سال ۲۰۱۴ داشت دوران بچگی خود را «کاملاً عادی» توصیف کرد.

## حرفه
آکیرا پس از مدت کوتاهی که از دبیرستان فارغ‌التحصیل شد کارش را به عنوان دومیناتریکس شروع کرد.
او بعدتر در باشگاه هاستلر در نیویورک استریپر شد. او پس از دیدار با بازیگر پورنوگرافی، جینا لین وارد حرفهٔ پورنوگرافی شد. نخستین صحنهٔ پسر-دختر او با تراویس نایت برای شرکت جینا لین پروداکشنز بود و پیش از آن در صحنه‌های دختر-دختر متعددی، بیشتر با جینا لین، بازی کرده بود.
در سال ۲۰۰۶ تا ۲۰۰۷ او به‌طور منظم در نمایش رادیویی Bubba the Love Sponge حاضر می‌شد و با نام «فاحشه نمایش» شناخته می‌شد. او در سال ۲۰۰۹ نامزد دریافت چندین جایزه برای بازی در فیلم دیوید ارن کلارک با نام خالص (به انگلیسی: Pure) شد که در آن نقش تلفن‌چی زندان را داشت.
در سال ۲۰۱۱ اندام‌های جنسی مصنوعی او ساخته شد که در جشنوارهٔ TLA Raw در سال ۲۰۱۲، جایزهٔ «بهترین اسباب بازی جنسی» را به دست آورد.
آکیرا میزبانی سیمین جایزه سالانه ای‌وی‌ان را همراه با بازیگر پورنو، جسی جین و یک کمدین به نام آوریل میسی به عهده داشت. او موفق شد که جایزهٔ بهترین بازیگر زن سال ای‌وی‌ان را به دست بیاورد و پس از آسیا کاررا، دومین آسیایی شد که این جایزه را به دست آورد.
در سال ۲۰۱۳ او اولین فیلم خود را با نام Gangbanged 6 کارگردانی کرد.
در ۹ اکتبر سال ۲۰۱۳ آکیرا اعلام کرد که قراردادی انحصاری با Wicked Pictures امضا کرده‌است. اولین فیلم او به عنوان بازیگری قراردادی برای این کمپانی Asa Is Wicked نام داشت.

### فعالیت‌های رسانه‌ای
در ژانویه ۲۰۱۴، آکیرا به همراه دانا دآرموند، شنل پرستون و جسی اندروز در مقاله «4 Porn Stars on How They Stay Fit» در مجله کازمپالیتن ظاهر شدند.
در فوریه ۲۰۱۴ آکیرا میهمان نمایش رادیویی دکتر درو پینسکی به نام لاولاین (به انگلیسی: Loveline) بود.

### دیگر رسانه‌ها
در سال ۲۰۱۱، آسا آکیرا در بین «۱۰۰ ستارهٔ پورنوی جذاب در حال حاضر» رتبهٔ چهارم را کسب کرد و در بین «۵۰ پورن استار آسیایی جذاب تاریخ»، رتبهٔ ششم را به دست آورد. در سال ۲۰۱۳ توسط ال‌ای ویکلی (LA Weekly) وی در لیست «۱۰ پورن‌استار نوآوری که می‌توانند ساشا گری بعدی باشند» نفر سوم شد. او همچنین در لیست سالانهٔ محبوب‌ترین و موفق‌ترین ستاره‌های صنعت پورن سی‌ان‌بی‌سی (CNBC) در سال‌های ۲۰۱۲، ۲۰۱۳ و ۲۰۱۴ قرار داشت.
در سال ۲۰۱۳، آکیرا و هنرمندی به نام دیوید جو، یک پادکست شامل قسمت‌های ۹۰ دقیقه‌ای به نام دی‌وی‌دی‌آسا (DVDASA) را آغاز کردند. این پادکست برای بزرگسالان کم‌سن بوده و هدفش کمک به جوانان برای حل مشکلاتی از قبیل تمایلات جنسی، شغل، روابط و غیره است.
آکیرا شرح حالی با عنوان سیری‌ناپذیر: پورن—یک داستان عاشقانه (به انگلیسی: Insatiable: Porn—A Love Story) نوشت و در سال ۲۰۱۴، انتشارات گروو (Grove) آن را منتشر کرد.

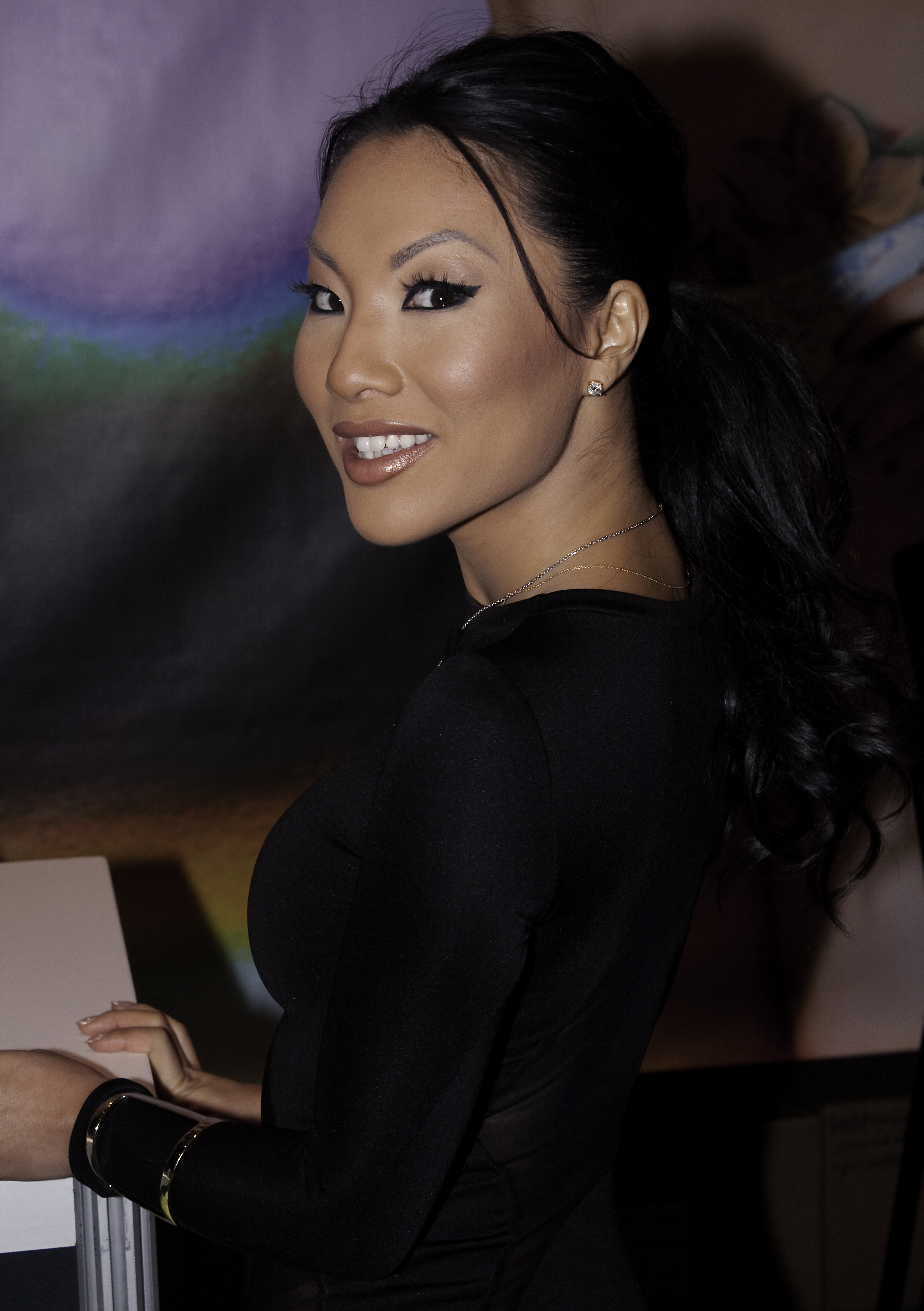
در ۲۰۱۶
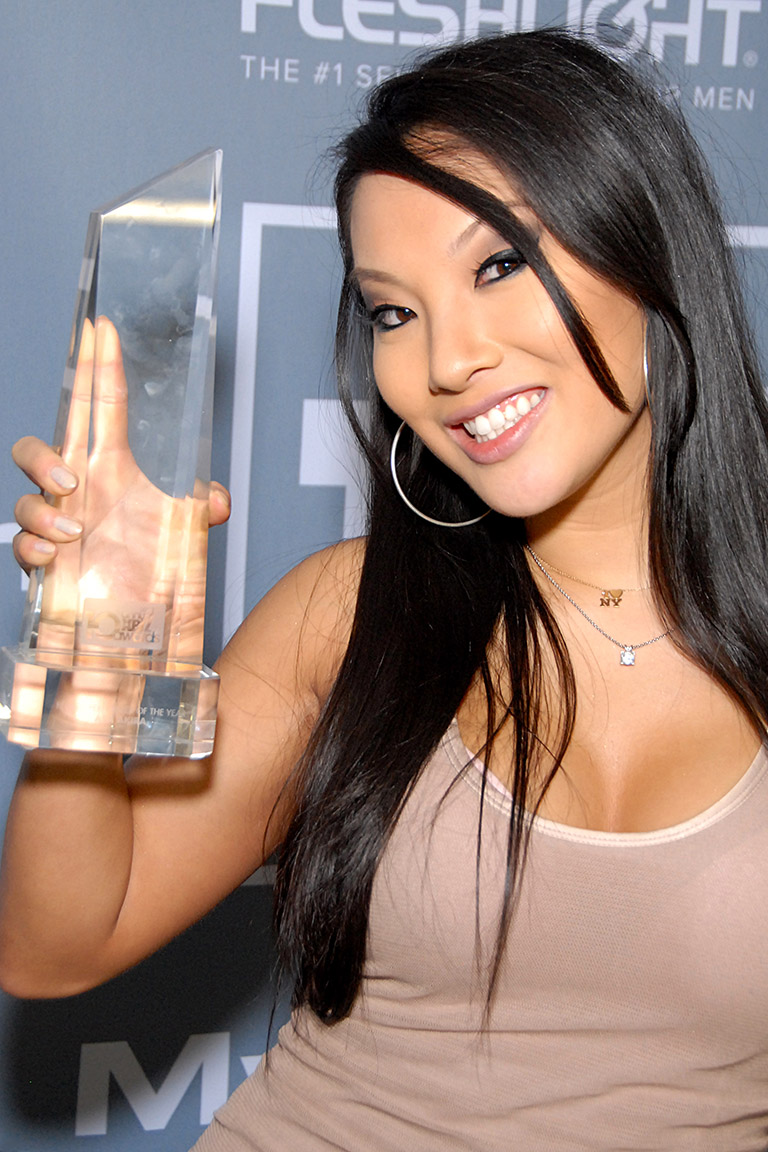
در ۲۰۱۲
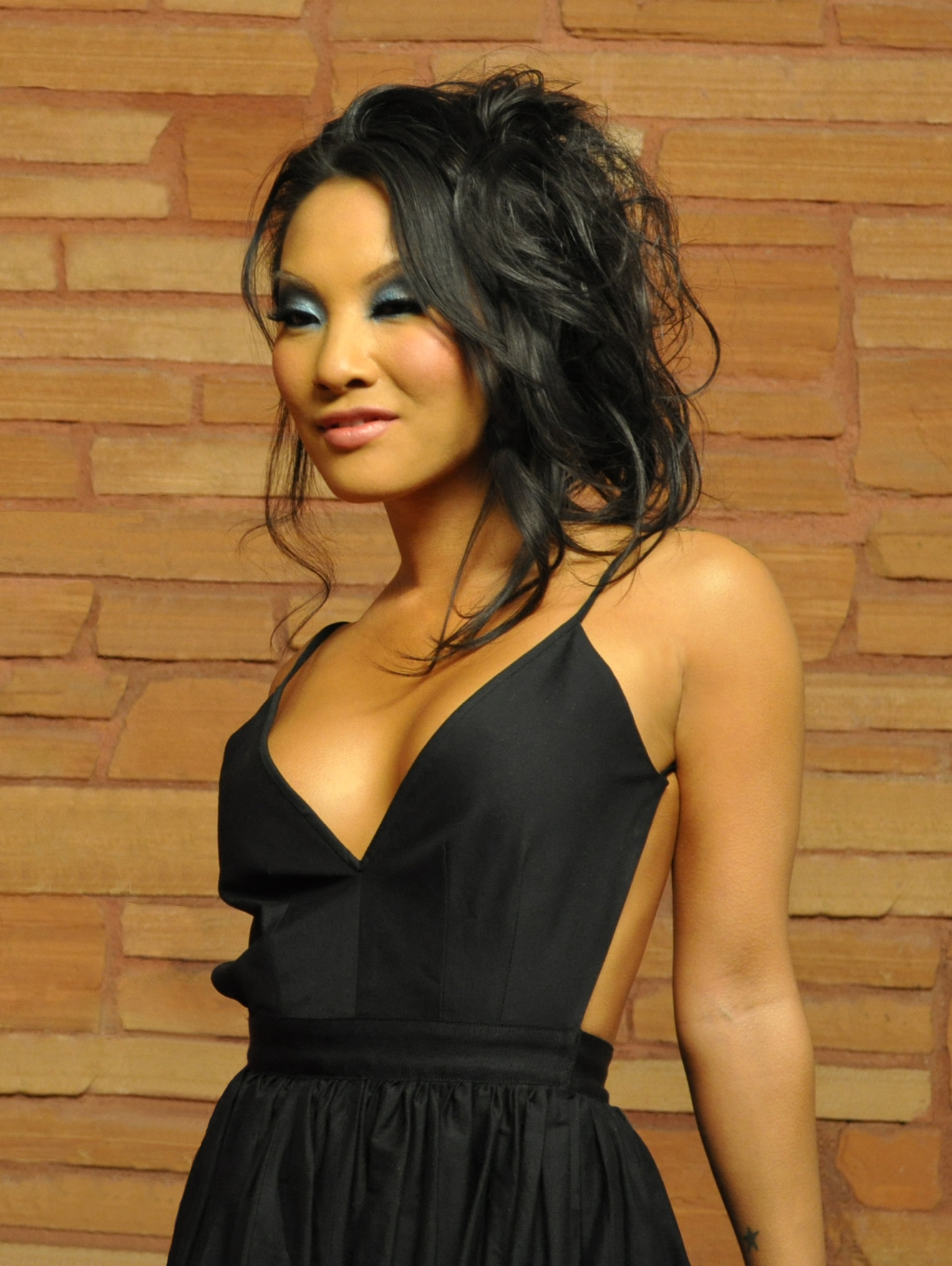
در ۲۰۱۱

## زندگی خصوصی
آکیرا بیان می‌کند که در گرایش جنسی به مردان و «دخترانی که شبیه به پسران هستند» جذب می‌شود. وی تمایل ندارد که دوجنس‌گرا خطاب شود و ادعا می‌کند که متمایل به دگرجنس‌گرایی باشد اما همچنان نامطمئن است. وی زمانی با روکو رید هنرپیشه پورنوگرافی نامزد بود. در دسامبر ۲۰۱۲ او با بازیگر و کارگردان پورنو تونی ریباس ازدواج کرد. وی می‌گوید که جدای از کار، آن‌ها رابطه‌شان تک‌همسری است. آکیرا از ریباس در سال ۲۰۱۷ طلاق گرفت و از آن موقع با شان مرونی ازدواج کرده‌است و با او اولین بچه خود را باردار است. او خود را یک فمینیست می‌داند.

## جوایز و نامزدی‌ها
| سال  | جشنواره          | توضیحات | کار انجام شده                                     |
| ---- | ---------------- | --- | ------------------------------------------------- |
| ۲۰۱۱ | جایزهٔ AVN        | بهترین صحنهٔ سکس سه طرفه تمام دختر (یه همراه الکسیس تگزاس و کریستینا رز)                                               | Buttwoman vs. Slutwoman                           |
| ۲۰۱۱ | جایزهٔ AVN        | بهترین صحنه سکس مقعدی (آنال) (مانوئل فررا)                                                                            | Asa Akira Is Insatiable                           |
| ۲۰۱۱ | جایزهٔ AVN        | بهترین صحنه سکس دخول دوتایی (به همراه تونی ریباس و اریک اورهارد)                                                      | Asa Akira Is Insatiable                           |
| ۲۰۱۱ | جایزهٔ AVN        | بهترین صحنه سکس سه طرفه (دختر-پسر-پسر) (به همراه پرینس یاهشوا و جان جان)                                              | Asa Akira Is Insatiable                           |
| ۲۰۱۱ | جایزه Urban X    | بهترین صحنه سکس زن و شوهر (به همراه مستر پیت)                                                                         | Vajazzled                                         |
| ۲۰۱۱ | جایزه Urban X    | پورن استار سال | —                                                 |
| ۲۰۱۲ | جایزه AVN        | بهترین صحنه سکس آنال (به همراه ناچو ویدال)                                                                            | Asa Akira Is Insatiable 2                         |
| ۲۰۱۲ | جایزه AVN        | بهترین دخول دوتایی (به همراه میک بلو و تونی ریباس)                                                                    | Asa Akira Is Insatiable 2                         |
| ۲۰۱۲ | جایزه AVN        | بهترین صحنهٔ سکس گروهی (به همراه تونی ریباس، اریک اورهارد، دنی مونتین، جانی جان، بروک آدامز، رومن نومار و جان استرانگ) | Asa Akira Is Insatiable 2                         |
| ۲۰۱۲ | جایزه AVN        | بهترین صحنه سکس یک‌نفره                                                                                                | Superstar Showdown 2: Asa Akira vs. Kristina Rose |
| ۲۰۱۲ | جایزه AVN        | بهترین اجرای دست انداختن کسی                                                                                          | Asa Akira Is Insatiable 2                         |
| ۲۰۱۲ | جایزه AVN        | بهترین صحنه سکس سه طرفه (پسر-پسر-دختر) (به همراه میک بلو و تونی ریباس)                                                | Asa Akira Is Insatiable 2                         |
| ۲۰۱۲ | جایزه NightMoves | بهترین کون | —                                                 |
| ۲۰۱۲ | جایزه XBIZ       | بازیگر زن سال | —                                                 |
| ۲۰۱۲ | جایزه XRCO       | بازیگر زن سال | —                                                 |
| ۲۰۱۲ | جایزه XRCO       | Superslut سال | —                                                 |
| ۲۰۱۳ | جایزه AVN        | بهترین صحنه سکس دخول دو برابر (به همراه میک بلو و رومن نومار)                                                         | Asa Akira Is Insatiable 3                         |
| ۲۰۱۳ | جایزه AVN        | بهترین صحنه سکس گروهی (به همراه میک بلو، رومن نومار و اریک اورهارد)                                                   | Asa Akira Is Insatiable 3                         |
| ۲۰۱۳ | جایزه AVN        | بهترین صحنه سکس POV(پی او وی)(به همراه جولس جوردن)                                                                    | Asa Akira to the Limit                            |
| ۲۰۱۳ | جایزه AVN        | بهترین صحنه سکس سه طرفه (دختر-دختر-پسر) (به همراه بروکلین لی و جیمز دین)                                              | Asa Akira Is Insatiable 3                         |
| ۲۰۱۳ | جایزه AVN        | بازیگر زن سال | —                                                 |
| ۲۰۱۳ | جایزه NightMoves | بهترین بازیگر بین نژادی (به انتخاب طرفداران)                                                                          | —                                                 |
| ۲۰۱۳ | جایزه XRCO       | بازیگر زن سال | —                                                 |
| ۲۰۱۴ | جایزه AVN        | بهترین پورن استار وب سایت (گره خورده با جوانا آنجل)                                                                   | —                                                 |